# Медаль «За службу в подводных силах»
Меда́ль «За слу́жбу в подво́дных си́лах» — ведомственная медаль Министерства обороны Российской Федерации, учреждённая приказом Министра обороны Российской Федерации № 105 от 10 марта 2006 года.
Упразднена приказом Министра обороны Российской Федерации от 23 сентября 2009 № 1023, повторно учреждена приказом от 21 января 2013 года под тем же названием.

## Правила награждения
Согласно Положению медалью «За службу в подводных силах» награждаются:
- военнослужащие, проходящие военную службу по контракту, за безупречную службу в объединениях и соединениях подводных лодок Военно-Морского Флота в течение 5 лет и более в календарном исчислении;
- военнослужащие, проходящие военную службу в объединениях и соединениях подводных лодок Военно-Морского Флота, за мужество и отвагу, проявленные при выполнении воинского долга, специальных и боевых задач;
- лица гражданского персонала Вооружённых Сил Российской Федерации, а также другие граждане Российской Федерации, оказывающие содействие в решении задач, возложенных на Военно-Морской Флот.

Награждение медалью производится приказом главнокомандующего Военно-Морским Флотом по представлению начальников органов военного управления Военно-Морского Флота. Повторное награждение медалью не производится.

## Правила ношения
Медаль носится на левой стороне груди в соответствии с правилами ношения военной формы одежды и располагается после медали (ленты медали) Министерства обороны Российской Федерации «За службу в морской пехоте».

## Описание медали
Медаль изготавливается из металла золотистого цвета, имеет форму круга диаметром 32 мм с выпуклым бортиком с обеих сторон. На лицевой стороне медали: в центре — рельефное изображение атомного подводного крейсера стратегического назначения на фоне Андреевского флага в лавровом венке, в нижней части которого — щит с якорем. На оборотной стороне медали: в центре — рельефное изображение эмблемы Военно-Морского Флота; рельефная надпись: в центре в две строки — «За службу в подводных силах», по кругу в верхней части — «МИНИСТЕРСТВО ОБОРОНЫ», в нижней части — «РОССИЙСКОЙ ФЕДЕРАЦИИ».
Медаль при помощи ушка и кольца соединяется с пятиугольной колодкой, обтянутой шёлковой муаровой лентой шириной 24 мм. С правого края ленты оранжевая полоса шириной 10 мм окаймлена чёрной полосой шириной 2 мм, левее — синяя полоса шириной 8 мм окаймлена двумя белыми полосами шириной по 2 мм.
Элементы медали символизируют:
- атомный подводный крейсер стратегического назначения на фоне Андреевского флага — высокий уровень боевой готовности подводных сил;
- щит (символ защиты Отечества) и якорь (символ надежды, спасения, безопасности) — доблесть и мужество военнослужащих подводных сил;
- лавровый венок (символ награды и славы) — верность воинскому и служебному долгу;
- эмблема Военно-Морского Флота — принадлежность подводных сил к Военно-Морскому Флоту;
- оранжевая полоса ленты медали, окаймлённая чёрной полосой, — статус медали как ведомственной награды Министерства обороны Российской Федерации;
- синяя полоса ленты медали, окаймлённая двумя белыми полосами (цвета Андреевского флага), — предназначение медали для награждения личного состава подводных сил Военно-Морского Флота.

## Дополнительные поощрения награждённым
- Согласно Федеральному закону РФ «О ветеранах» и принятым в его развитие подзаконным актам, лицам, награждённым до 20 июня 2008 года медалью «За службу в подводных силах», при наличии соответствующего трудового стажа или выслуги лет представляется право присвоения звания «ветеран труда»[2].